# Zmechanizowany układ zasilania amunicją
Zmechanizowany układ zasilania amunicją – zespół urządzeń zapewniający samoczynne lub półsamoczynne wprowadzanie określonej liczby nabojów do komory nabojowej działa.
Można wyróżnić dwa rodzaje układu zasilania:
- Samoczynny, jeżeli wszystkie operacje odbywają się bez udziału załogi[1]. W układzie tym wyodrębnia się operacje: donoszenie, podawanie i dosyłanie nabojów. Układ ten zwiększa szybkostrzelność oraz pozwala w razie potrzeby prowadzić ogień seriami umożliwiając wyeliminowanie ładowniczego[1]. Cechuje go, jednak niższa niezawodność, a w razie uszkodzenia zmniejsza szybkostrzelność działa.

- Półsamoczynny, jeżeli przeprowadzenie pełnego cyklu zasilania wymaga wykonania jakiejkolwiek operacji ręcznie[1]. Zastosowanie tych układów zmniejsza wysiłek ładowniczego nie zwiększając w znaczący sposób szybkostrzelności, a dzięki mniej skomplikowanej budowie odznaczają się niezawodnością[1]. Umożliwiają załadowanie działa ręcznie bez zmniejszenia jego szybkostrzelności.

Obydwa układy mają głównie zastosowanie w bojowych wozach piechoty, czołgach i działach samobieżnych (2S1 Goździk). Ze względu na usytuowanie magazynu amunicyjnego, lufy i wieży oraz drogę jaką musi przebyć nabój w procesie zasilania dzielimy je na:
- układy z magazynem sztywno związanym z zespołem podniesieniowym,
- układy z magazynem sztywno związanym z wieżą i wahliwym podajnikiem,
- układy charakteryzujące się stałym kątem ładowania[1].